# Acanthoscurria fracta
Acanthoscurria fracta är en spindelart som beskrevs av Chamberlin 1917. Acanthoscurria fracta ingår i släktet Acanthoscurria och familjen fågelspindlar. Inga underarter finns listade i Catalogue of Life.